# Amnicola limosus
Amnicola limosus, tên tiếng Anh: mud amnicola, là một loài ốc nước ngọt rất nhỏ, động vật thân mềm chân bụng có mài trong họ Hydrobiidae.